# 福岡市立東吉塚小学校
福岡市立東吉塚小学校（ふくおかしりつ ひがしよしづかしょうがっこう）は、福岡県福岡市博多区吉塚六丁目にある小学校。

## 沿革
- 1957年 - 吉塚小学校から分離し開校

## 通学区域
博多区の以下の地域を通学区域とする。詳細な通学区域は福岡市教育委員会サイトの「通学区域一覧」を参照。
- 吉塚1,2,4,5丁目の一部、3,6,7,8丁目の全域
- 吉塚本町
- 東公園の一部

校区東端の吉塚8丁目は国道3号博多バイパス西側にあたり事業所が多く立地する。吉塚地区の校区中央部は概ね県道607号線（吉塚通り）より北側の地域、吉塚本町はJR吉塚駅とその周辺地域。校区西端の東公園地区の校区は東公園の東隣の住宅地である。
中学校は福岡市立吉塚中学校の校区。

### 校区が隣接する小学校
- 福岡市立馬出小学校
- 福岡市立筥松小学校
- 福岡市立吉塚小学校
- 福岡市立千代小学校

## 著名な出身者
- 牟田雄祐（サッカー選手、名古屋グランパス）